# David Jackson Bailey
David Jackson Bailey (* 11. März 1812 in Lexington, Georgia; † 14. Juni 1897 in Griffin, Georgia) war ein US-amerikanischer Politiker. Zwischen 1851 und 1855 vertrat er den Bundesstaat Georgia im US-Repräsentantenhaus.

## Werdegang
David Bailey genoss eine private Schulausbildung. Im Jahr 1829 zog er nach Jackson. Nach einem anschließenden Jurastudium und seiner im Jahr 1831 erfolgten Zulassung als Rechtsanwalt begann er in seinem neuen Beruf zu arbeiten. Er war Mitglied der Demokratischen Partei. Er wurde noch vor seinem 21. Geburtstag in das Repräsentantenhaus von Georgia gewählt, dort aber wegen Unterschreitens der vorgeschriebenen Altersgrenze nicht zugelassen. Danach nahm er am Zweiten Seminolenkrieg teil.
Zwischen 1835 und 1847 saß Bailey als Abgeordneter im Repräsentantenhaus seines Staates; außerdem gehörte er in den Jahren 1838, 1849 und 1850 dem Senat von Georgia an. 1839 und 1850 nahm er als Delegierter an den Bezirksparteitagen der Demokraten teil. In den Jahren 1839 bis 1841 war er als Secretary of the State Senate administrativer Leiter dieser Parlamentskammer. Bei den Kongresswahlen des Jahres 1850 wurde Bailey im dritten Wahlbezirk von Georgia in das US-Repräsentantenhaus in Washington, D.C. gewählt, wo er am 4. März 1851 die Nachfolge von Allen Ferdinand Owen antrat. Nach einer Wiederwahl konnte er bis zum 3. März 1855 zwei Legislaturperioden im Kongress absolvieren. Diese waren von den Ereignissen und Diskussionen im Vorfeld des Bürgerkrieges geprägt.
Bei den Wahlen des Jahres 1854 verlor Bailey gegen Robert Pleasant Trippe. Danach war er von 1855 bis 1856 erneut Mitglied und Vorsitzender des Staatssenats. Anschließend arbeitete er als Anwalt. Im Jahr 1861 war der Sklavenhalter Bailey Delegierter auf der Versammlung, die den Austritt des Staates Georgia aus der Union beschloss. Während des folgenden Bürgerkrieges diente er als Oberst im 30. Georgia Volunteer Infanterieregiment. 1861 zog er nach Griffin, wo er seinen Lebensabend verbrachte. Er starb am 14. Juni 1897 in dieser Stadt.